# Juan de Ciórraga y Fernández de la Bastida
Juan de Ciórraga y Fernández de la Bastida, nascut a Vitòria el 1836 i mort a la Corunya el 1891 va ser un arquitecte espanyol.

## Trajectòria

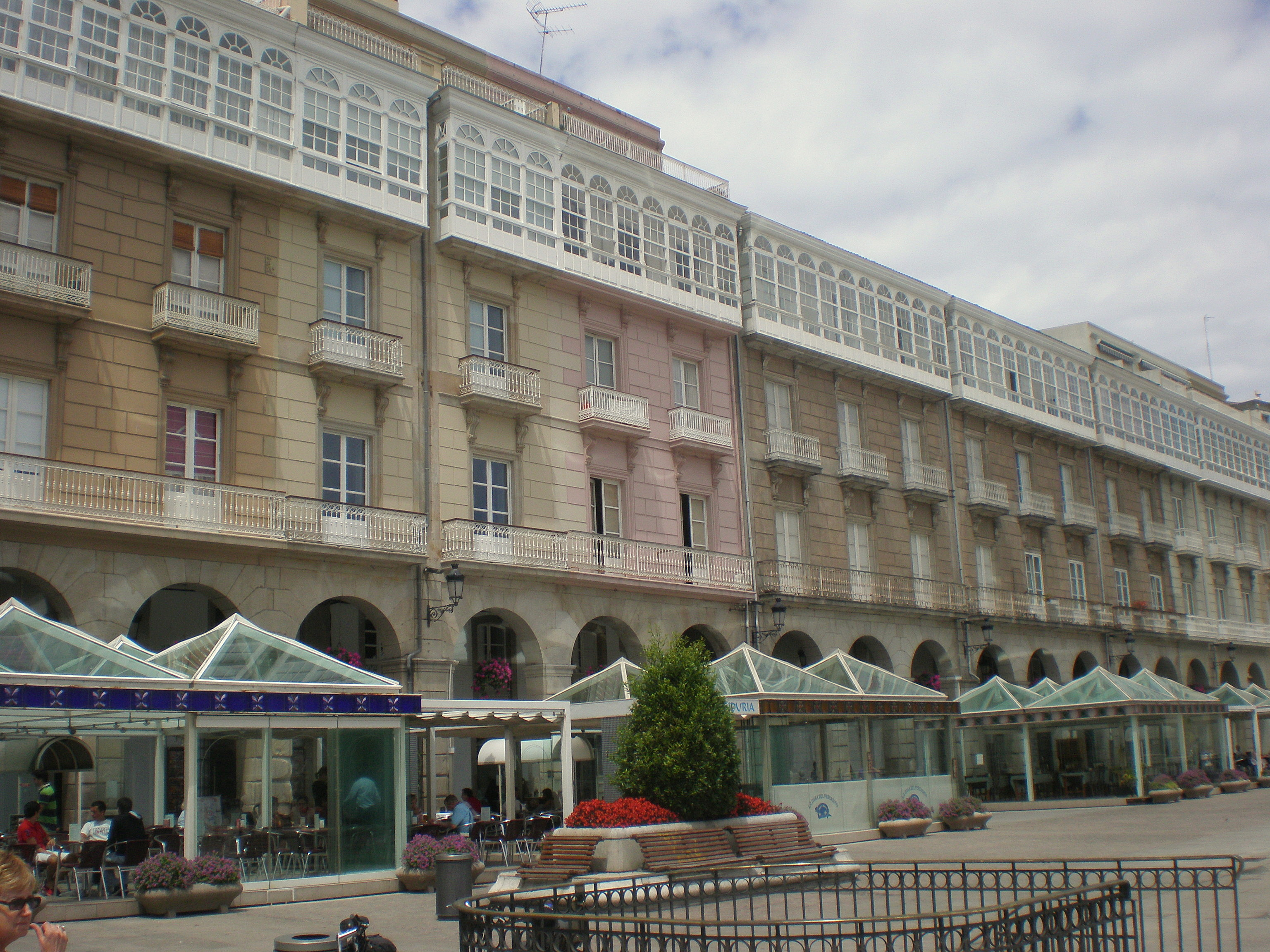
Plaça de María Pita.

Ciórraga va ser arquitecte municipal de la Corunya des de 1864 fins a la seva dimissió el 1890. En aquesta època es va construir la plaça María Pita, en la qual va introduir canvis en el disseny dels edificis.
L'any 1876 va obtenir l'aprovació del primer reglament sobre la construcció de galeries, introduint aquest element a l'Eixample de la Corunya.

## Obres
A més del disseny de l'Eixample i la plaça de María Pita, Ciórraga va crear, entre d'altres, la nova façana de la Col·legiata de Santa María do Campo, en la qual va eliminar afegits d'altres èpoques i va traslladar la coberta a la nova façana, les escales de l'església de Santiago i la façana posterior del palau del marquès de San Martín de Ombreiro, totes tres a la Ciutat Vella de la Corunya.

## Galeria

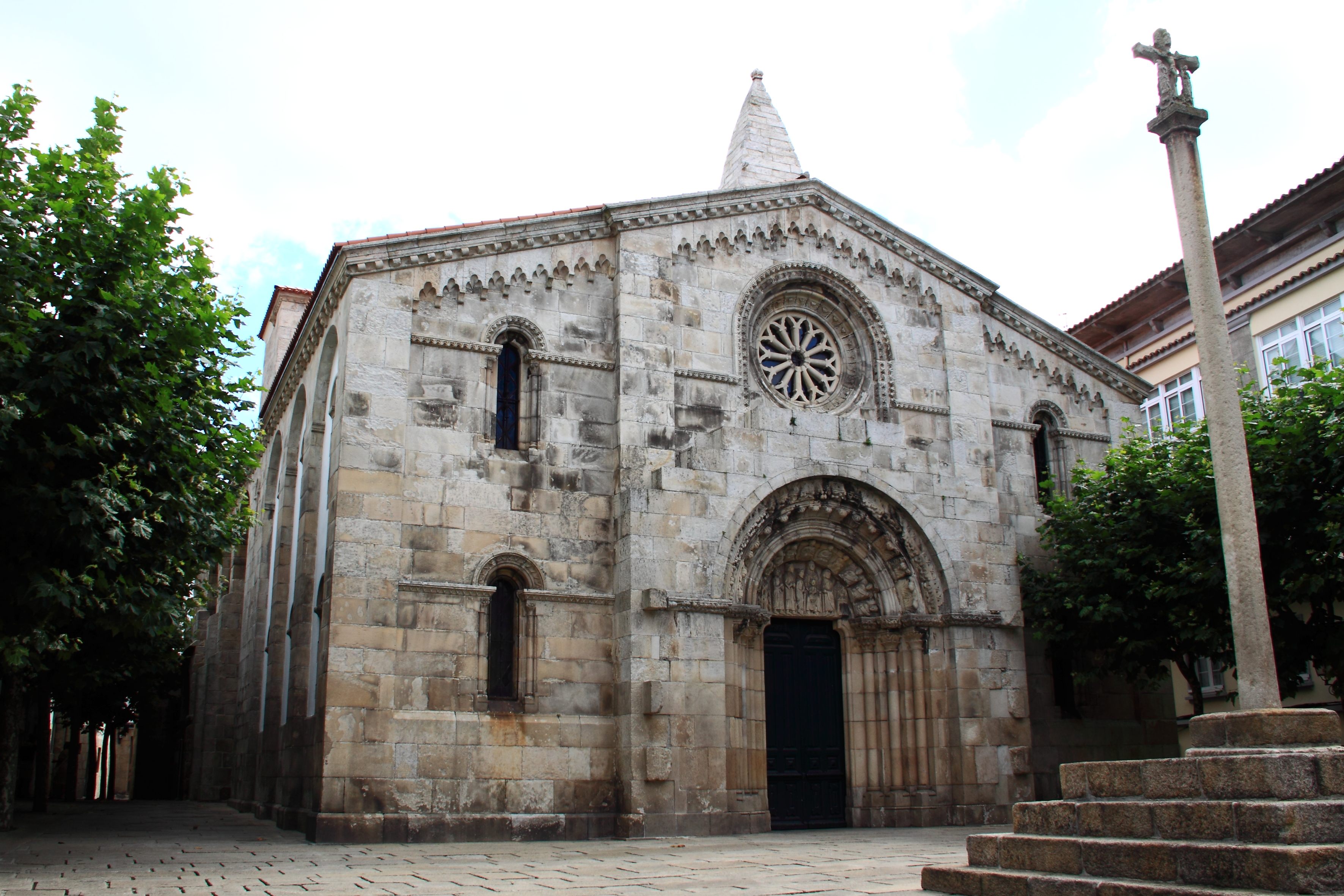
Façana de la Col·legiata de Santa Maria.
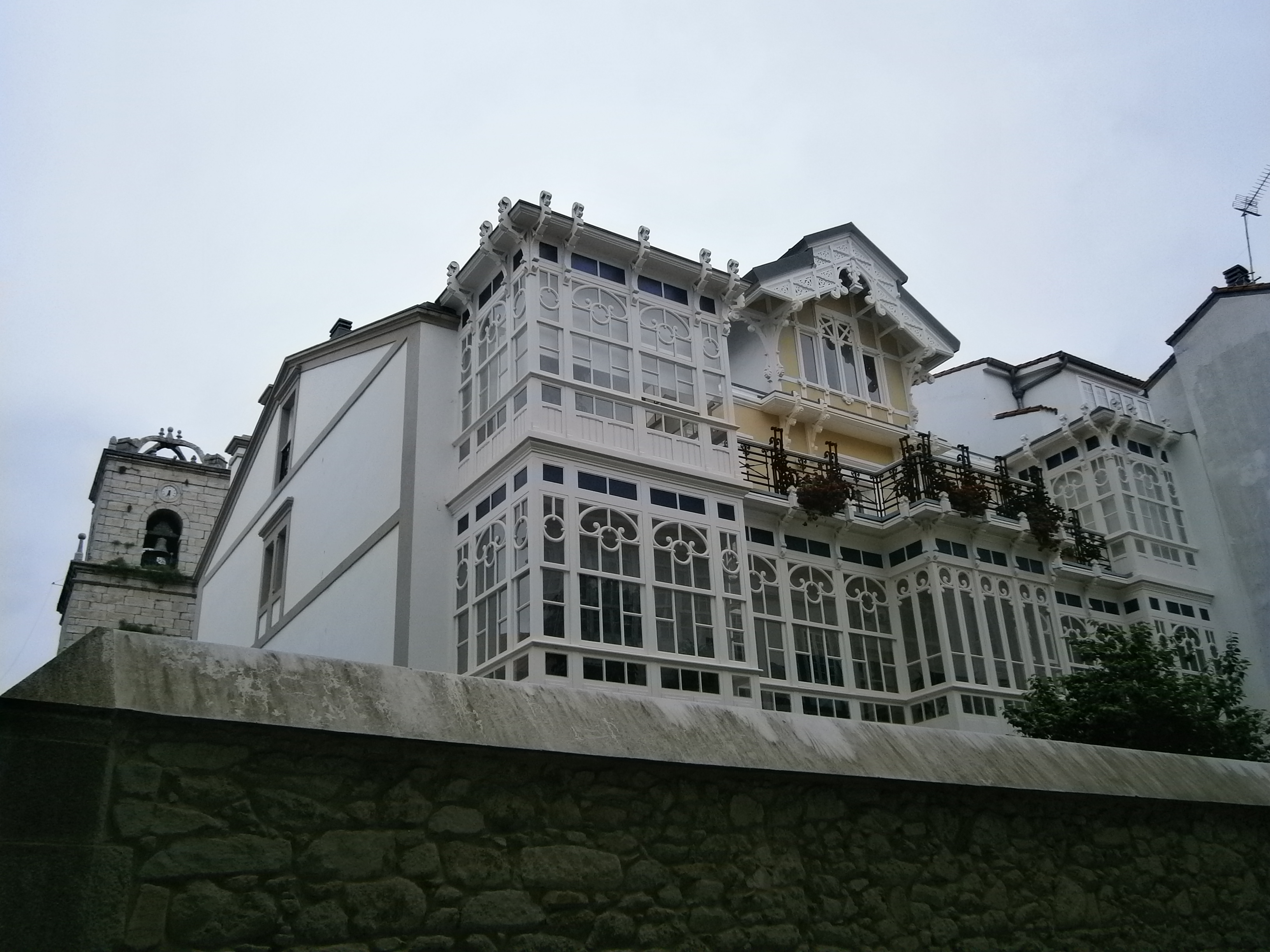
Façana posterior de la Casa Ozores.